# Thailand Open 2011
Il Thailand Open 2011 è stato un torneo di tennis che si gioca su campi di cemento indoor. Si tratta della 9ª edizione del Thailand Open, che fa parte della categoria ATP World Tour 250 series nell'ambito dell'ATP World Tour 2011. Si è giocato all'Impact Arena di Bangkok in Thailandia, dal 26 settembre al 2 ottobre 2011.

## Partecipanti

### Teste di serie
| Nazionalità | Giocatore              | Ranking | Testa di serie* |
| ----------- | ---------------------- | ------- | --------------- |
| Regno Unito | Andy Murray            | 4       | 1               |
| Francia     | Gaël Monfils           | 8       | 2               |
| Francia     | Gilles Simon           | 11      | 3               |
| Spagna      | Guillermo García López | 35      | 4               |
| Croazia     | Ivan Dodig             | 37      | 5               |
| Italia      | Fabio Fognini          | 39      | 6               |
| Paesi Bassi | Robin Haase            | 42      | 7               |
| Spagna      | Pablo Andújar          | 43      | 8               |

* Le teste di serie sono basate sul ranking al 19 settembre 2011.

### Altri partecipanti
I seguenti giocatori hanno ricevuto una wildcard per il tabellone principale:
- Dominic Thiem
- Danai Udomchoke
- Kittipong Wachiramanowong

I seguenti giocatori sono passati dalle qualificazioni:

- Simone Bolelli
- Marco Chiudinelli
- Greg Jones
- Gō Soeda

## Campioni

### Singolare
Andy Murray ha sconfitto in finale  Donald Young per 6-2, 6-0.
- È il diciannovesimo titolo in carriera per Murray,  il terzo nel 2011.

### Doppio
Oliver Marach /  Aisam-ul-Haq Qureshi hanno sconfitto in finale  Michael Kohlmann /  Alexander Waske per 7–6(4), 7–6(5).